# Юхименко, Елена Михайловна
Еле́на Миха́йловна Юхиме́нко (род. 24 августа 1959) — советский и российский филолог и историк. Доктор филологических наук, главный научный сотрудник Отдела рукописей и старопечатных книг Государственного исторического музея, заслуженный работник культуры Российской Федерации. Автор более 350 работ в области литературы, истории и культуры русского старообрядчества.

## Биография
В 1981 году окончила филологический факультет Московского государственного университета имени М. В. Ломоносова. В 1986–1990 годах обучалась в заочной аспирантуре в Отделе древнерусской литературы Института русской литературы (Пушкинской Дом) РАН.
В 1991 году защитила кандидатскую диссертацию «Повесть об осаде Соловецкого монастыря Семена Денисова — памятник Выговской литературной школы первой половины XVII в» по специальности «Русская литература». В 2000 году Елена Михайловна защитила докторскую диссертацию «Выговская старообрядческая пустынь: литература и духовная жизнь» по специальности «Русская литература». Елена Михайловна — член ученого совета Государственного Исторического музея, член редакционной коллегии журнала «Древняя Русь. Вопросы медиевистики».
Работая в ГИМе, Елена Михайловна внесла существенный вклад в изучение и рекламирование музейных коллекций. Усилиями Юхименко были подготовлены выставки, которые имели положительный общественный и церковный резонанс: «Неизвестная Россия: К 300-летию Выговского старообрядческого общежительства» (1994 год), «Россия. Православие. Культура» (исторический раздел) (2000 год), «Патриарх Никон и его время» (2002 год), «Апостолы Нового времени: Миссионерская деятельность Русской Православной Церкви в XVII — начале XX в.» (Москва, 2004 год; Ханты-Мансийск, 2006 год), «Тайна старой веры: К 100-летию Высочайшего указа о веротерпимости» — к 100-летию распечатания алтарей храмов Рогожского кладбища (2005 год), «Патриархи Московские и всея Руси: Века XX и XXI: К 45-летию епископского служения Святейшего Патриарха Алексия II» (2006 год); «Тысяча лет русского паломничества» (2009 год), «Обитель преподобного Сергия» (2014), «XVI век. Эпоха митрополита Макария» (2017), «Сила духа и верность традиции» (2017 год).
Совместно с В. А. Любартовичем подготовила к публикации редкий образец купеческой мемуаристики — воспоминания крупного коммерсанта и промышленника рубежа XIX—XX вв. Н. А. Варенцова. Юхименко — ответственный редактор каталогов этих выставок. Она подготовила и опубликовала альбом «Русский парадный обед: Коллекция меню из собрания Государственного Исторического музея» (М., 2002, в соавторстве с М. В. Фалалеевой). Юхименко один из авторов Православной энциклопедии. Елена Михайловна принимала участие в общероссийских и международных научных конференциях, была награждена «за добросовестную и многолетнюю работу» в 2002 году знаком Государственного Исторического музея «За заслуги», неоднократно награждалась грамотами директора ГИМ. В 2002 году она была награждена юбилейной медалью Общества купцов и промышленников России. Юхименко в 2002—2003 годах — лауреат третьей премии имени митрополита Макария (Булгакова) в номинации «История православной Церкви» за монографию «Выговская старообрядческая пустынь: Духовная жизнь и литература». Елена Михайловна — одна из победительниц конкурса «Кумиры России 2004 года» в номинации «Наука и образование» международного журнала «Лица». От префекта Юго-Восточного административного округа Москвы В. Б. Зотова она получила благодарственное письмо «за личный вклад в реализацию творческого проекта по изданию книг о районе Люблино Юго-Восточного административного округа города Москвы» в 2005 году, а также диплом премии «Общественное признание» 2006" Центрального административного округа Москвы в номинации «Моя малая родина» «как свидетельство признания заслуг перед Центральным административным округом столицы». Юхименко является составителем и ответственным редактором вышедших в 2006 году двух иллюстрированных альбомов «Государственный Исторический музей», в том числе впервые выполненного фундаментального альбома, подробно освещающего историю создания музея и многообразие его коллекций (альбом стал победителем в конкурсе «Главные книги года», проводимом еженедельником «Книжное обозрение»). В апреле 2007 года митрополит Московский и всея Руси Корнилий вручил Юхименко премию Московской Митрополии РПСЦ за подготовку альбома «Древности и духовные святыни старообрядчества» (в соавторстве), организацию выставки «Тайна Старой Веры» в ГИМе, а также за книгу «Старообрядческий центр за Рогожской заставою». Она удостоена наград РПЦ: в 2006 году «за вклад в развитие церковной науки и духовного просвещения» ей вручена медаль Русской Православной Церкви святителя Макария, митрополита Московского; 19 марта 2008 года Святейшим Патриархом Московским и всея Руси Алексием II как автор Православной энциклопедии была награждена патриаршей грамотой. 18 мая 2017 года митрополит Московский и всея Руси Корнилий вручил Юхименко почетную грамоту и ценный подарок за издание альбома «Старообрядчество: история и культура». Елена Михайловна Юхименко — автор выставки «Сила духа и верность традиции», которая открылась 1 июня 2017 года в храме Рождества Христова в Рогожском, перед открытием, 31 мая, выставку посетил президент России Путин.

## Научные труды

### Монографии
- На земле Басманной слободы / В. А. Любартович, Е. М. Юхименко. — М. : Тип. «Новости», 1999. — 185, [2] с. : ил., портр., цв.
- Выговская старообрядческая пустынь: Духовная жизнь и литература. В 2 т. / Е. М. Юхименко; Науч. ред. Н. В. Понырко; Рос. акад. наук. Ин-т рус. лит. (Пушк. Дом), Гос. Ист. музей. — М. : Яз. славян. культуры, 2002-____. — 24 см. — (Studia historica).
- Русский парадный обед : Меню из коллекции Гос. ист. музея : Традиции торжеств. застолий. Старин. рецепты / Е. М. Юхименко, М. В. Фалалеева. — М. : Интербук-бизнес : Гос. ист. музей, 2003. — 238, [1] с. : ил., портр., цв. ил.; 29 см; ISBN 5-89164-114-3
- Собор Богоявления в Елохове [Текст] : история храма и прихода / В. А. Любартович, Е. М. Юхименко; [изд. прогр. правительства Москвы]. — Москва : Церк.-науч. центр «Правосл. энцикл.», 2004. — 306, [5] л. : ил., цв. ил.; 30 см; ISBN 5-89572-012-9 : 5000 экз.
- Старообрядческий центр за Рогожской заставою / Е. М. Юхименко. — М. : Языки славян. культуры, 2005 (ГУП Смол. обл. тип. им. В. И. Смирнова). — 238 с. : ил., портр., табл.; 22 см; ISBN 5-9551-0081-4 (в пер.); 2-е изд. М., Рукописные памятники Древней Руси, 2012. 280 с., ил. ISBN 5-9551-0081-4
- Люблино прекрасное, Люблино милое / Е. М. Юхименко. — Москва : [б.и.], 2005. — 135, [1] с. : ил., цв. ил., портр.; 27 см; ISBN 5-94152-006-9 : 500
- Государственный исторический музей : [альбом] / [сост. и отв. ред. Е. М. Юхименко]. — Москва : Интербук-бизнес, 2006. — 605 с. : цв. ил., портр.; 34 см. — (Государственные музеи России).; ISBN 5-89164-164-X
- The State historical museum / [compiler a. ed.-in-chiefiev E. M. Yukhimenko]. — Moscow : Interbook business, 2006. — 605 с. : цв. ил., портр., факс.; 33 см. — (State museums of Russia).; ISBN 5-89164-102-X
- Поморское староверие в Москве и храм в Токмаковом переулке : к 100-летию освящения поморского храма в честь Воскресения Христова и Покрова Пресвятой Богородицы в Токмаковом переулке / Е. М. Юхименко. — Москва : [б. и.], 2008. — 167 с., [16] л. ил., факс., цв. ил. : ил., портр., факс.; 22 см; ISBN 978-5-9901547-1-1 (В пер.),
- Литературное наследие Выговского старообрядческого общежительства : [в 2 т.] / Е. М. Юхименко ; науч. ред. Н. В. Понырко ; Гос. ист. музей. - Москва : Языки славянских культур, 2008. - 25 см. - (Studia historica),
- «Первый, Российский, Исторический... К 125-летию открытия Государственного Исторического музея» (М., 2008)
- Немецкий купеческий род Прове : два века с Москвой : Die Deutsche kaufmannsfamilie Prowe : zwei jahrhunderte mit Moskau / В. А. Любартович, Е. М. Юхименко. - Москва : Изд. дом ТОНЧУ, 2008. - 240, [3] с., [8] л. ил., цв. ил., портр. : ил., портр., факс.; 24 см. - (Московская книга).; ISBN 978-5-91215-020-3 (В пер.)
- Покровский собор (храм Василия Блаженного) на Красной площади [Текст] / [авт. текста и сост. Е. М. Юхименко]. - Москва : Интербук-бизнес, 2011. - 323, [2] с. : ил., цв. ил.; 34 см.; ISBN 978-5-89164-230-0
- "Иконы все самые пречудные, письма самого искусного" [Текст] : собрание Григория Лепса / Е. М. Юхименко, В. В. Горшкова. - Москва : [б. и.], 2012. - 472 с. : цв. ил., факс.; 35 см.; ISBN 978-5-9903633-1-1
- Рахмановы: купцы-старообрядцы, благотворители и коллекционеры [Текст] / Е. М. Юхименко. - Москва : Изд. дом Тончу, 2013. - 518, [1] с. : ил., портр., факс.; 24 см. - (Московская книга / Изд. дом Тончу).; ISBN 978-5-91215-091-3
- Идеальный образ русского модерна [Текст] : иконы в окладах из собрания С. Ю. Николаева : [альбом] / В. В. Горшкова, В. В. Игошев, Е. М. Юхименко. - Москва : [б. и.], 2016. - 463 с. : ил., цв. ил., портр., факс.; 35 см.; ISBN 978-5-9903633-3-5 : 1100 экз.
- Старообрядчество: История и культура / Е.М.Юхименко. Москва, 2016. 852 с., цв. ил. ISBN 978-5-9907762-3-4

### Публикации источников
- Варенцов Н. А. Слышанное. Виденное. Передуманное. Пережитое./ Вступ. статья, сост., подготовка текста и коммент. В. А. Любартовича и Е. М. Юхименко — М.: Новое литературное обозрение. I изд. 1999. — 848с. [тираж не обозначен]. ISBN 5-86793-0548, II изд. 2011. — 848с. [тираж не обозначен] ISBN 978-5-86793-861-1
- Семен Денисов. История об отцах и страдальцах соловецких: Лицевой список из собрания Ф.Ф.Мазурина / Изд. подг. Н.В.Понырко и Е.М.Юхименко. М.: Языки славянской культуры, 2002. 272 с., ил. (13,9 п.л.)
- Двадцать восемь чудес святого Василия Блаженного [Текст] : по лицевой рукописи конца XVIII века из собрания ГИМ / [составитель, перевод, вступительная статья Е. М. Юхименко]. - Москва : Гос. исторический музей, 2007. - 95 с. : цв. ил.; 21 см
- Покровители семьи и брака. Святые Петр и Феврония Муромские [Текст] / Гос. ист. музей ; [сост., пер. и вступ. ст. Е. М. Юхименко]. - Москва : Исторический музей, 2012. - 87 с. : цв. ил.; 29 см.; ISBN 978-5-89076-205-4 : 1000 экз.
- Библиотека литературы Древней Руси [Текст] / РАН. Ин-т рус. лит. (Пушкинский дом) ; под. ред. Д. С. Лихачева и др. - Санкт-Петербург : Наука, 1997-. - 25 см. Т. 19: XVIII век / [подгот. текстов и коммент. Е. М. Юхименко]. - 2015. - 851 с.; ISBN 978-5-038248-0 : 3000 экз
- Блаженный Иоанн Козмич, московский юродивый и иконописец [Текст] / вступ. ст. и подгот.: Е. М. Юхименко. - Москва : Д. В. Пересторонин, 2016. - 47 с. : цв. ил., факс.; 22 см.; ISBN 978-5-9903633 : 500 экз.
- Паскаль Пьер. Протопоп Аввакум и начало раскола / Пер. с фр. С.С.Толстого. Научный редактор перевода Е.М.Юхименко. 1-е изд. М.: Изд-во «Знак», 2010. 680 с. ISBN 978-5-9551-0017-3; 2-е изд. М.: Изд-во «Знак», 2016.

### Каталоги выставок
- Неизвестная Россия: К 300-летию Выговской старообрядческой пустыни. Каталог выставки / Отв. ред. Е. М. Юхименко. — М., 1994.
- Патриарх Никон: облачения, личные вещи, автографы, вклады, портреты / Составитель и отв. ред. Е. М. Юхименко. — М., 2002. — 152 с., цв. ил.
- Апостолы Нового времени : миссион. деятельность Рус. Православ. Церкви в XVII — нач. XX в. : [кат. выст.] / М-во культуры и массовых коммуникаций Рос. Федерации, Гос. Ист. музей; [авт.-сост. Е. М. Юхименко]. — М.: Гос. Ист. музей, 2004. — 127, [1] с. : цв. ил., портр., факс.; 28 см.
- Тайна старой веры: К 100-летию именного Высочайшего указа «Об укреплении начал веротерпимости» 17 апреля 1905 г. — М., 2005.
- Тысяча лет русского паломничества : [каталог выставки, Государственный исторический музей, 24 ноября 2009 г. — 28 февраля 2010 г.] / М-во культуры Российской Федерации, Гос. исторический музей, Паломнический центр Московского Патриархата; [сост. и науч. ред. Е. М. Юхименко; авт. вступ. ст.: С. Ю. Житинёв и др. ; авт. аннот.: Н. И. Асташова и др. ; фот.: В. М. Бойко и др.]. — М.: Гос. исторический музей, 2009. — 329, [2] с. : ил., портр., табл., цв. ил., портр., факс.; 29 см. (составитель и научный редактор).
- Обитель преподобного Сергия [Текст] : [каталог] / Гос. ист. музей; [сост. и науч. ред. Е. М. Юхименко]. — М.: Ист. музей, 2014. — 375 с. : ил., цв. ил., факс.; 32 см. — ISBN 978-5-89076-240-5

### Статьи
- «Виноград Российский» Семена Денисова (текстологический анализ) // Древнерусская литература. Источниковедение. — Л., 1984. — С. 249—262.
- Повесть об осаде Соловецкого монастыря / Подготовка текста и комментарии // Памятники литературы Древней Руси. XVII век. Кн. 1. — М., 1988. — С. 155—191, 625—637 (совместно с Н. В. Понырко).
- Рукописная традиция «Истории о отцах и страдальцах Соловецких» Семена Денисова на Севере России // Археография и источниковедение истории Европейского Севера РСФСР: Тезисы выступлений на республиканской научной конференции. Ч. 2. Вологда, 1989. — С. 52-55.
- К вопросу о репертуаре русской рукописной книжности XVII—XIX вв. // Русская книжность XV—XIX вв. — М., 1989. — С. 69-79.
- Вновь найденные письма Семена Денисова // Труды Отдела древнерусской литературы / Институт русской литературы РАН (Пушкинский Дом) (далее — ТОДРЛ). Т. 44. Л., 1990. — С. 409—421.
- Новые данные к биографии Семена Денисова // Русская литература. 1990. — № 2. — С. 168—170.
- Выговский наставник и писатель Мануил Петров // Европейский Север: История и современность. Тезисы докладов всероссийской научной конференции. — Петрозаводск, 1990. — С. 119—120.
- Лицевые списки Повести об осаде Соловецкого монастыря // Научные чтения к 170-летию И. Е. Забелина. — М., 1990. — С. 49-50.
- К вопросу о связях Сибири с Выгом и роли братьев Семеновых (новонайденное «Слово о житии Иоанна Выгорецкого») // Источники по истории общественного сознания и литературы периода феодализма. — Новосибирск, 1991. — С. 223—245.
- Соловки и Выг: Связь и преемственность // Народная культура Севера: «Первичное» и «вторичное», традиции и новации / Тезисы докладов и сообщений региональной научной конференции. Архангельск, 1991. — С. 226—227.
- Старообрядческая историография XVIII в. // Забелинские научные чтения, посвященные 225-летию Н. М. Карамзина: Тезисы докладов. — М., 1991. — С. 16-17.
- «История о отцах и страдальцах Соловецких» Семена Денисова — памятник выговской литературной школы первой половины XVIII в. // Традиционная духовная и материальная культура русских старообрядческих поселений в странах Европы, Азии и Америки: Сборник научных трудов. — Новосибирск, 1992. — С. 107—113.
- Соловецкое восстание 1668—1676 гг. и старообрядческая «История о отцах и страдальцах Соловецких» // Архив русской истории. Вып. 2. — М., 1992. — С. 71-92.
- Лицевые списки «Повести об осаде Соловецкого монастыря» // И. Е. Забелин: 170 лет со дня рождения. Ч. 2. — М., 1992. — С. 106—115.
- Роль соловецких старцев в распространении старообрядчества на Севере России // IV соловецкий общественно-политический форум «Человек и общество, психическое здоровье и экология культуры»: Тезисы докладов международной научной конференции. — Архангельск; Соловки, 1992. — С. 153—155.
- Письменные источники «Истории о отцах и страдальцах Соловецких» Семена Денисова // Герменевтика древнерусской литературы XVII —начала XVIII в. / Институт мировой литературы им. А. М. Горького РАН. Сб. 4. — М., 1992. — С. 329—352.
- Библейские реминисценции в исторических сочинениях выговского старообрядчества // Biblia a kultura Europy. Т. 2. — Lódz, 1992. S. 175—183.
- Неизвестный выговский писатель Василий Данилов Шапошников и «Сказание о преставлении Симеона Дионисиевича» // Труды Отдела древнерусской литературы. Т. 46. — СПб., 1993. — С. 441—452.
- Новые материалы о начале Выговской пустыни // Труды Отдела древнерусской литературы. Т. 47. — СПб., 1993. — С. 328—342.
- Почитание Зосимы и Савватия Соловецких в Выговской старообрядческой пустыни // Труды Отдела древнерусской литературы. Т. 48. — СПб., 1993. — С. 351—354.
- История музея «Оптина пустынь» (1919—1928) и обзор его архива // Письменные источники в собрании Государственного Исторического музея: Материалы по истории культуры и науки в России. — М., 1993. — С. 75-87.
- Старообрядческие источники романа Д. С. Мережковского «Петр и Алексей» // De visu. 1994. — № 3/4. — С. 47-59.
- Сведения о соловецких выходцах в «Истории о отцах и страдальцах Соловецких» Семена Денисова // Герменевтика древнерусской литературы / Институт мировой литературы РАН. Сб. 6. Ч. 2. — М., 1994. — С. 264—292.
- «Монастырь, нарицаемый Данилов..» // Культура староверов Выга: (К 300-летию Выговского старообрядческого общежительства): Каталог. — Петрозаводск, 1994. — С. 5-10.
- Каргопольские «гари» 1683—1684 гг.: (К проблеме самосожжений в русском старообрядчестве) // Старообрядчество в России (XVII—XVIII вв.): Сборник научных трудов. [Вып. 1]. — М., 1994. — С. 64-119.
- Первые официальные известия о поселении старообрядцев в Выговской пустыни // Старообрядчество в России (XVII—XVIII вв.): Сборник научных трудов. [Вып. 1]. — М., 1994. — С. 163—175.
- Изветные челобитные на выговских старообрядцев 1699 г. // Старообрядчество в России (XVII—XVIII вв.): Сборник научных трудов. [Вып. 1]. — М., 1994. — С. 190—206.
- Выговское общежительство: Проблемы духовной и культурной оппозиции // Slavia Orientalis. Т. 43. — Kraków, 1994. — № 3. S. 363—371.
- Самодержавие и правоверие в литературе выговского старообрядчества // Pisarz i władza (od Awwakuma do Solżenicyna). — Lódz, 1994. S. 34-41.
- Старообрядческая столица на Севере России // Неизвестная Россия: К 300-летию Выговской старообрядческой пустыни. Каталог выставки. — М., 1994. — С. 5-12.
- Литературная и книгописная школы // Неизвестная Россия: К 300-летию Выговской старообрядческой пустыни. Каталог выставки. — М., 1994. — С. 13-30 (совместно с Е. И. Серебряковой).
- Иконописная школа // Неизвестная Россия: К 300-летию Выговской старообрядческой пустыни. Каталог выставки. — М., 1994. — С. 31-32 (совместно с Е. И. Иткиной).
- Вышивка // Неизвестная Россия: К 300-летию Выговской старообрядческой пустыни. Каталог выставки. — М., 1994. — С. 91-92 (совместно с Л. В. Ефимовой).
- Выговское возрождение конца XVIII — начала XIX в. // Выговская поморская пустынь и ее значение в истории русской культуры: Тезисы докладов международной научной конференции. — Петрозаводск, 1994. — С. 108—110.
- Старообрядческая историография XVIII в. // Исторический музей — энциклопедия российской истории и культуры. — М., 1995. — С. 161—167.
- Соловки и Выг: Связь и преемственность // Из истории России XVII — начала XX в.: Материалы и исследования. — М., 1995. — С. 28-42.
- О начальном этапе выговской старообрядческой культуры // История и география русских старообрядческих говоров / Институт русского языка РАН, Университет г. Тромсё, Норвегия. — М., 1995. — С. 142—149.
- К биографии выговского писателя Мануила Петрова // Русское общество и литература позднего феодализма: Сборник научных трудов. — Новосибирск, 1996. — С. 53-67.
- Родственные связи на Выгу в первой половине XVIII в. // Труды Отдела древнерусской литературы. Т. 49. — СПб., 1996. — С. 157—186.
- Дни тезоименитства выговских наставников // Труды Отдела древнерусской литературы. Т. 50. — СПб., 1996. — С. 627—632.
- Неизвестный источник «Розыска о раскольнической брынской вере» Димитрия Ростовского // История и культура Ростовской земли. 1996. — Ростов, 1997. — С. 155—161.
- Выговская старообрядческая пустынь: Период возрождения (конец XVIII — начало XIX в.) // Русская литература и религия: Сборник научных трудов. — Новосибирск, 1997. — С. 42-62.
- «От корени Выгорецкаго монастыря..»: (Выго-Лексинское общежительство — начало и духовный центр поморского старообрядчества) // Revue des études slaves. T. 69 (1/2): Vieuxcroyants et sectes russes du XVIIe siècle á nos jours. — Paris, 1997. P. 33-44.
- Выговская старообрядческая пустынь в 40-70-х гг. XVIII в.: (Евангельская притча о блудном сыне в контексте выговской истории) // Исторический музей — энциклопедия отечественной истории и культуры. — М., 1997. — С. 215—224.
- Выго-Лексинское общежительство в начале XVIII в.: Предыстория «Поморских ответов» // Старообрядчество: История, культура, современность. Тезисы. — М., 1997. — С. 148—150.
- Морозовы — строители старообрядческих поморских храмов в Москве и Орехово-Зуеве // Тезисы докладов и выступлений научно-практической конференции «Купцы Морозовы — российские предприниматели и меценаты» (юбилейные Морозовские чтения, 20-22 февраля 1997 г.). Орехово-Зуево, 1997. — С. 58-60 (совместно с А. В. Хвальковским).
- Реставрация московского Успенского собора // Москва в начале XX века. — М., 1997. — С. 142—145.
- Находка знаменитой Выговской библиотеки // Вестник РГНФ. 1997. — № 4. — С. 190—199.
- Морозовы-Викуловичи и поморский храм в Токмаковом переулке // Морозовы и Москва: Труды юбилейной научноDпрактической конференции «Морозовские чтения». — М., 1998. — С. 204—214 (совместно с А. В. Хвальковским).
- О книжной основе культуры Выга // Мир старообрядчества. Вып. 4: Живые традиции: Результаты и перспективы комплексных исследований русского старообрядчества: Сборник научных трудов. — М., 1998. — С. 157—165.
- Выговская литературная интерпретация каргопольских событий 1683—1684 гг. // Старообрядчество Русского Севера. — М.; Каргополь, 1998. — С. 63-68.
- Старообрядческие издания «Истории о отцах и страдальцах Соловецких» Семена Денисова: Вопросы текстологии и связи с рукописной традицией // Русская книжность: Вопросы источниковедения и палеографии. — М., 1998. — С. 59-77.
- Соловецкое восстание 1668—1676 гг. и старообрядческая «История о отцах и страдальцах Соловецких» // Очерки феодальной России. Вып. 2. — М., 1998. — С. 226—265.
- Неизвестная страница полемики выговских старообрядцев с официальной Церковью: Предыстория «Поморских ответов» // Труды Отдела древнерусской литературы. Т. 51. — СПб., 1999. — С. 404—416.
- Сохранение выговскими старообрядцами древнерусской модели монастыря как духовного и культурного центра // Монастырская культура: Восток и Запад / Сост. Е. Г. Водолазкин. — СПб., 1999. — С. 176—183.
- Рукописно-книжное собрание Выго-Лексинского общежительства // Старообрядчество в России (XVII—XX вв.). — М., 1999. — С. 45-125; ТОДРЛ. Т. 52. — СПб., 2001. — С. 488—497.
- Поморское староверие в Москве // Старообрядчество в России (XVII—XX вв.). — М., 1999. — С. 314—343 (совместно с А. В. Хвальковским).
- Акинфий Демидов и выговские старообрядцы // История Церкви: изучение и преподавание. Екатеринбург, 1999. — С. 230—235.
- Литературные памятники Выговского старообрядческого общежительства // Россия и Запад: Горизонты взаимопознания. Литературные источники первой четверти XVIII в. — М., 2000. — С. 407—437 (вступительная статья, подготовка текстов, комментарии).
- Vanhauskoisten Theba / De gammaltroendes Thebe / The Old Believers’ Thebes // Bysantti valinkauhassa / Bysans i stöpsleven / Byzantium in the Casting Ladle. — Vantaa, 2000. — P. 33-63. (на финском, шведском и английском языках).
- Русские меднолитые иконы в Финляндии // Русская мысль. 2000. 18-24 мая, № 4318. — С. 21.
- Старообрядческая агиография конца XVIII в. // Герменевтика. Сб. 10. — М., 2000. — С. 563—615.
- Покров Пресвятой Богородицы над Россией // Россия. Православие. Культура: Каталог выставки. — М., 2000. — С. 9-13.
- Паломнические реликвии Святой Земли и Афона // Россия. Православие. Культура: Каталог выставки. — М., 2000. — С. 277—283.
- «Сказание о чудесах Тихвиноборского образа Спаса»: (К вопросу о жанровом разнообразии выговской литературной школы) // Памятники культуры: Новые открытия: Ежегодник 1999. — М., 2000. — С. 19-32.
- Реальные герои выговских чудес // Проблемы истории, русской книжности, культуры и общественного сознания: Сборник научных трудов. — Новосибирск, 2000. — С. 112—117.
- Выговские книжники и Изборник Святослава 1073 г. // Лингвистическое источниковедение и история русского языка. — М., 2000. — С. 233—242.
- «О чем не дает солгать град Тоболеск…»: (Новонайденные сочинения о семье старообрядцев Семеновых) // Русские старожилы: Материалы 3-го сибирского симпозиума «Культурное наследие народов Западной Сибири» (11-13 декабря 2000 г.). — Тобольск; Омск, 2000. — С. 215—217.
- Ярославский край и Выговское поморское общежительство // 200 лет первому изданию «Слова о полку Игореве»: Материалы юбилейных чтений по истории и культуре Древней и Новой России, 27-29 августа 2000 г. Ярославль, Рыбинск. — Ярославль, 2001. — С. 214—219.
- О патриотизме выговских старообрядцев (по литературным памятникам) // Старообрядчество: История и современность, местные традиции, русские и зарубежные связи: Материалы III международной научно-практической конференции 26-28 июня 2001 г. — Улан-Удэ, 2001. — С. 320—323.
- О времени написания Семеном Денисовым «Истории о отцах и страдальцах соловецких» // Книжные центры Древней Руси: Соловецкий монастырь. — СПб., 2001. — С. 483—490.
- «Слово надгробное о двою брату единоутробною» Февронии Семеновой: (Публикация текста) // Проблемы истории России. Вып. 4. — Екатеринбург, 2001. — С. 341—357.
- Правительственная политика «борьбы с расколом» и история старообрядческого движения XVII — начала XX в. // Старообрядчество: История, культура, современность. Вып. 9. — М., 2002. — С. 2-5.
- Выговское старообрядческое общежительство: Комплексный подход к изучению // Древняя Русь. Вопросы медиевистики. — М., 2002. — № 2 (8). — С. 84-87.
- Выговские похвальные слова Александру Ошевенскому // Святые и святыни севернорусских земель. — Каргополь, 2002. — С. 25-33.
- Старообрядческий опыт церковной археологии // Северный археологический конгресс: Тезисы докладов. — Екатеринбург, Ханты-Мансийск, 2002. — С. 330—333 (на русском и английском языках).
- Мемориальные вещи и автографы Патриарха Никона в музейных и архивных собраниях // Патриарх Никон: облачения, личные вещи, автографы, вклады, портреты. — М., 2002. — С. 13-23.
- Патриарх «бунташного века» // Мир истории. 2002. — № 7. (http://www.historia.ru/2002/07/nikon.htm).
- The Problem of National Tradition in Russian Church Polemics (XVII—XVIII) // Politica e Religione nell’Europa Centro-Orientale (sec. XVI—XX). Viterbo, 2002. P. 279—295.
- Система образования в Выговской поморской пустыни // Традиции духовного образования в старообрядчестве: История, современность, перспективы: Сборник материалов. — Ржев, 2003. — С. 10-18.
- Новонайденные сочинения выговских писателей // Труды Отдела древнерусской литературы. Т. 53. — СПб., 2003. — С. 289—417.
- Старая вера в новых условиях // Человек между Царством и Империей: Сборник материалов международной конференции / Под ред. М. — С. Киселевой. — М., 2003. — С. 342—349.
- Выговское возрождение конца XVIII — начала XIX в. // Выговская поморская пустынь и ее значение в истории России: Сборник научных статей и материалов. — СПб., 2003. — С. 17-24.
- Андрей Денисов. Слово надгробное Петру Прокопьеву // Выговская поморская пустынь и ее значение в истории России: Сборник научных статей и материалов. — СПб., 2003. — С. 263—283 (подготовка текста и комментарии).
- Выго-Лексинский летописец // Выговская поморская пустынь и ее значение в истории России: Сборник научных статей и материалов. — СПб., 2003. — С. 309—322 (подготовка текста и примечания).
- Письмо Ф. П. Бабушкина матери и сестре в Романов из Выговской пустыни // Выговская поморская пустынь и ее значение в истории России: Сборник научных статей и материалов. — СПб., 2003. — С. 323—327 (подготовка текста и примечания).
- Описание Выго-Лексинского общежительства // Выговская поморская пустынь и ее значение в истории России: Сборник научных статей и материалов. — СПб., 2003. — С. 328—331. (подготовка текста и примечания).
- Краткие исторические известия о раскольниках, обитающих в Олонецкой губернии, от неизвестного // Выговская поморская пустынь и ее значение в истории России: Сборник научных статей и материалов. — СПб., 2003. — С. 332—336 (подготовка текста).
- Историческая память старообрядчества и почитание протопопа Аввакума в Выговской поморской пустыни // Старообрядчество как историко-культурный феномен: Материалы международной научно-практической конференции 27-28 февраля 2003 г. Гомель, 2003. — С. 295—298.
- Вера или культура? Россия на пороге Нового времени // Drogi i rozdroża kultury chrześcijańskiej Europy. — Cznstochowa, 2003. — С. 433—440.
- Новые, городские элементы в выговской культуре и искусстве первой половины XIX в. // Локальные традиции в народной культуре Русского Севера: (Материалы IV международной научной конференции «Рябининские чтения-2003»). — Петрозаводск, 2003. — С. 274—277.
- «..Но не разлучаемся душами вашея браторевностныя любве»: (О духовных корнях сибирского старообрядчества) // Уральский сборник: История, культура, религия. Вып. 5. — Екатеринбург, 2003. — С. 189—196.
- Старообрядческая книжность и проблема реконструкции древне-русского литературного обихода // Труды Отдела древнерусской литературы. Т. 54. — СПб., 2003. — С. 231—237.
- Ретроспективная оценка деятельности митрополита Московского Макария после раскола Русской Церкви // Чтения памяти профессора Николая Федоровича Каптерева (Москва, 15-16 октября 2003 г.). — М., 2003. — С. 80-84.
- Старообрядческая реплика «соловецкой культуры» // Сохраненные святыни Соловецкого монастыря. — М., 2003. — С. 131—139.
- Мудрости многоценное сокровище // Остров веры. — № 5. Миасс, 2003. — С. 14-21.
- Новые документы о героях «Винограда Российского» — каргопольских старообрядцах Андрее и Авраамии Леонтьевых // Старообрядчество в России (XVII—XX вв.). [Вып. 3.] М., 2004. — С. 97-122.
- Искатели жемчуга, или Новые материалы о распространении старообрядческих взглядов в Поморье в 30-х гг. XVIII в. // Старообрядчество в России (XVII—XX вв.). [Вып. 3.] М., 2004. — С. 123—137 (совместно с Е. Б. Смилянской).
- Уникальный владельческий меднолитой складень 1718 г. // Старообрядчество в России (XVII—XX вв.). [Вып. 3.] М., 2004. — С. 259—273 (совместно с Е. Я. Зотовой).
- Новое о старце Ефреме Потемкине // Старообрядчество в России (XVII—XX вв.). Вып. 4. — М., 2004. — С. 21-56.
- Старообрядческий священник Димитрий Смирнов и его письма с русско-японской войны 1904—1905 гг. // Старообрядчество в России (XVII—XX вв.). Вып. 4. — М., 2004. — С. 90-122.
- Письмо (автограф) С. С. Гнусина из соловецкого заключения // Старообрядчество в России (XVII—XX вв.). Вып. 4. — М., 2004. — С. 234—244.
- План Рогожского некрополя и список захоронений 1885—1886 гг. // Старообрядчество в России (XVII—XX вв.). Вып. 4. — М., 2004. — С. 701—746.
- Невежество и премудрость в интерпретации выговских писателей-старообрядцев // Труды Отдела древнерусской литературы. Т. 55. — СПб., 2004. — С. 508—516.
- Выговские похвальные слова Зосиме и Савватию Соловецким // Книжные центры Древней Руси: Книжники и рукописи Соловецкого монастыря / Отв. ред. — С. А. Семячко. — СПб., 2004. — С. 380—404.
- Старообрядческий опыт церковной археологии // Патриарх Никон и его время. — М., 2004. — С. 348—363.
- Письма старообрядческого священника Димитрия Смирнова с русско-японской войны 1904—1905 гг. // Старообрядчество Сибири и Дальнего Востока: История и современность. Местные традиции. Русские и зарубежные связи: Материалы 4-й международной научной конференции, 14-17 сентября 2004 г. — Владивосток, 2004. — С. 46-59.
- Труды Государственного исторического музея = Proceedings of State histоrical museum. — Москва : Гос. ист. музей, 1926-. Вып. 139: Патриарх Никон и его время : сборник научных трудов / отв. ред. и сост. Е. М. Юхименко. — Москва : Гос. ист. музей, 2004. — 366, [1] с. : ил., факс.; 25 см; ISBN 5-89076-119-6
- Ранняя выговская агиография: Житие Ивана Внифантьева // О древней и новой русской литературе: Сборник статей в честь профессора Н. С. Демковой. — СПб., 2005. — С. 153—170.
- Старообрядческие коллекции в фондах ГИМ // Исторический музей — энциклопедия отечественной истории и культуры. — М., 2005. — С. 368—378.
- Старообрядческая история Соловков // Книжное наследие Соловецкого монастыря XV—XVII вв. Международная научная конференция. Тезисы докладов. Соловки, 2005. — С. 53-57.
- «Из истории Рогожского кладбища»: Возвращаясь к документам // Церковь. Вып. 7. — М., 2005. — С. 5-11.
- Выговский старообрядческий автор — толкователь евангельского текста: (К вопросу о месте выговской литературной школы в общелитературном процессе XVIII в.) // Общественная мысль и традиции русской духовной культуры в исторических и литературных памятниках XVI—XX вв. — Новосибирск, 2005. — С. 454—463.
- Крупнейший памятник старообрядческой историографии // Филиппов И. История Выговской старообрядческой пустыни. — М., 2005. — С. 3-24.
- Старообрядческий центр за Рогожской заставой // Древности и духовные святыни старообрядчества: Иконы, книги, облачения, предметы церковного убранства Архиерейской ризницы и Покровского собора при Рогожском кладбище в Москве. — М., 2005. — С. 4-22.
- Рукописные и печатные книги // Древности и духовные святыни старообрядчества: Иконы, книги, облачения, предметы церковного убранства Архиерейской ризницы и Покровского собора при Рогожском кладбище в Москве. — М., 2005. — С. 207—236.
- Старообрядчество — «исконная ветвь русского православия» // Проблемы изучения истории Русской Православной Церкви и современная деятельность музеев. — М., 2005. — С. 30-40.
- Выго-Лексинский летописец: История создания и текста // Труды Отдела древнерусской литературы. Т. 57. — СПб., 2006. — С. 254—296.
- «Егда же к нам, недостойным, принесеся честная епистолия твоя..»: (Круг памятников, связанных с новгородским заключением Семена Денисова в 1713—1717 гг.) // Труды Отдела древнерусской литературы. Т. 57. — СПб., 2006. — С. 806—838.
- Лексинская обитель: Церковный обиход и культурные традиции // Женщина в старообрядчестве: Материалы международной научно-практической конференции, посвященной 300-летию основания Лексинской старообрядческой обители. — Петрозаводск, 2006. — С. 7-13.
- История Рогожского кладбища в Москве и К. Т. Солдатенков // «Rýžoviště zlata a doly drahokamů…»: Sbornik pro Václava Huňáčka. — Praha, 2006. — P. 223—248.
- Почитание митрополита Макария русскими старообрядцами // От средневековья к Новому времени: Сборник статей в честь О. А. Белобровой. — М., 2006. — С. 283—294.
- Иконописец с иконописным ликом // 546 дней старообрядчества в XXI веке. Андриан, митрополит Московский и всея Руси: Вехи архипастырского пути. — М., 2006. — С. 70-77.
- «Культурное наследие Древней Руси»: (Третьи Лихачевские чтения). Санкт-Петербург. 27-30 ноября 2006 г. // Древняя Русь. Вопросы медиевистики. — М., 2007. — № 1 (27). — С. 116—119.
- «Великий архиерей Никола, иже во всей вселенней скорбящия христианы заступает»: (Почитание святителя Николы Чудотворца выговскими старообрядцами) // Почитание святителя Николая Чудотворца и его отражение в фольклоре, письменности и искусстве: Материалы и исследования. — М., 2007. — С. 53-57.
- Выговское старообрядческое общежительство: Проблема соотношения регионального и общерусского // Рябининские чтения—2007: Материалы 5-й научной конференции по изучению народной культуры Русского Севера. — Петрозаводск, 2007. — С. 457—459.
- Новый Иерусалим и старообрядцы в начале XVIII в. // Пятые чтения памяти профессора Николая Федоровича Каптерева: Россия и православный Восток: Новые исследования по материалам архивов и музейных собраний. — М., 2007. — С. 207—214.
- «Далноростоятельнаго пути печалию объят есмь»: Путь в Сибирь глазами выговских старообрядцев // Старообрядчество: История и современность, местные традиции, русские и зарубежные связи: Материалы 5-й международной научно-практической конференции. — Улан-Удэ, 2007. — С. 67-70.
- «История Выговской пустыни» Ивана Филиппова: Нерешенные проблемы // Труды Отдела древнерусской литературы. Т. 58. — СПб., 2007. — С. 940—954.
- III Лихачевские чтения «Культурное наследие Древней Руси» // Вестник церковной истории. — М., 2007. — № 1 (5). — С. 288—291.
- Выговские старообрядческие рукописи в собрании Российской Национальной библиотеки // Древнерусские и греческие рукописи Российской Национальной библиотеки: Материалы международной научной конференции. — СПб., 2007. — С. 68-76.
- «Виноград Российский» Семена Денисова: История создания и источники // Виноград Российский, или Описание пострадавших в России за древлецерковное благочестие, написанный Симеоном Дионисиевичем (князем Мышецким). — М., 2008. — С. 3-42.
- История Рогожского кладбища в Москве и Козьма Терентьевич Солдатенков // Традиционная книга и культура позднего русского средневековья Ч. 2: История, книжность и культура русского старообрядчества. — Ярославль, 2008. — С. 100—113.
- К проблеме исторической достоверности «Винограда Российского» Семена Денисова // Историография. Источниковедение. История России X—XX вв.: Сборник статей в честь С. Н. Кистерева. — М., 2008. — С. 475—499.
- Икона «Преподобный Макарий Унженский, со сценами жития» последней четверти XVII в. из частного собрания г. Ярославля // Светоч: Альманах. Вып. 3. Кострома, 2008. — С. 94-99 (совместно с В. В. Горшковой).
- Три послания Андрея Денисова выговским трудникам в Сибирь // Поэтика русской литературы в историко-культурном контексте. — Новосибирск, 2008. — С. 637—646.
- Памятники церковной старины как главный довод в полемике старообрядцев и новообрядцев // Старообрядчество: История и современность. Материалы международной научно-практической конференции. Санкт-Петербург, 28-30 октября 2008 г. — СПб., 2009. — С. 32-35.
- «Для памяти и благословения»: Вещественный мир русского паломника // Тысяча лет русского паломничества: Каталог выставки. — М.: Государственный Исторический музей, 2009. — С. 24-33.
- Агиологические разыскания выговских старообрядцев и образ всех святых российских чудотворцев // XIV научные чтения памяти Ирины Петровны Болотцевой (1944—1995): Сборник статей. — Ярославль, 2010. — С. 152—167.
- Изучение памятников церковной старины старообрядцами в начале XVIII в. // Православие в судьбе Урала и России: история и современность. Материалы всероссийской научно-практической конференции. — Екатеринбург, 2010. — С. 258—260.
- Новое о старце Ефреме Потемкине // Старообрядчество в России (XVII—XX вв.): Сборник научных трудов. — Вып. 4. — М., 2010. — С. 21-56.
- Старообрядческий священник Димитрий Смирнов и его письма с русско-японской войны 1904—1905 гг. // Старообрядчество в России (XVII—XX вв.): Сборник научных трудов. — Вып. 4. — М., 2010. — С. 90-122.
- Письмо (автограф) С. С. Гнусина из соловецкого заключения // Старообрядчество в России (XVII—XX вв.): Сборник научных трудов. — Вып. 4. — М., 2010. — С. 234—244.
- План Рогожского некрополя и список захоронений 1885—1886 гг. // Старообрядчество в России (XVII—XX вв.): Сборник научных трудов. — Вып. 4. — М., 2010. — С. 701—746.
- «Слово воспоминательное о святых чудотворцах, в России воссиявших» Семена Денисова как отражение культурно-агиологических начинаний Выга // Труды Отдела древнерусской литературы Института русской литературы РАН (Пушкинский Дом). Т. 61. — СПб., 2010. — С. 329—344.
- Научное творчество В. Г. Дружинина в контексте общественно-культурной жизни конца XIX — начала XX в. // Памяти Василия Григорьевича Дружинина (1859—1936). — СПб., 2010. — С. 14-26.
- Старообрядческая история Соловков // Книжные центры Древней Руси: Книжное наследие Соловецкого монастыря. — СПб., 2010. — С. 289—308.
- Le tsar Alexis et le patriarche Nikon: les réformes et leurs conséquences dans la seconde moitié du XVIIe siècle // Sainte Russie. L’art russe des origines à Pierre le Grand. — Paris, 2010. — P. 608—612.
- Памятники книжной старины Русского Севера: коллекции рукописей XV—XX веков в государственных хранилищах Республики Карелия. — СПб., 2010 (в соавторстве с М. Г. Бабалык, В. М. Быковой, А. Б. Ипполитовой, Е. Н. Кутьковой, Ф. В. Панченко, А. В. Пигиным, Е. В. Плетневой, Н. В. Савельевой, Л. — С. Харебовой).
- Кирнозе З. Пьер Паскаль. Протопоп Аввакум и начало раскола // Вопросы литературы. 2012. — № 2 (рецензия).
- Старообрядческий храм у Тверской заставы // На память будущему: Альманах. — М., 2011. — С. 70-80.
- Четии Минеи братьев Денисовых. Новые находки // Русская агиография: Исследования. Материалы. Публикации / Отв. ред. Т. Р. Руди, С. А. Семячко. — СПб., 2011. — С. 302—308.
- Купцы Царские и их вклад в историю старообрядчества и культуры // Старообрядчество: история, культура, современность. Материалы X международной конференции, проходившей в Москве-Боровске 15-17 ноября 2011 г. — Т. 1. — М.; Боровск, 2011. — С. 271—284.
- История старообрядчества и пути миграции сторонников старой веры // Дни в Романовке: Японские фотографии, запечатлевшие русское старообрядческое село в Маньчжурии на рубеже 1930-х — 1940-х годов, из собрания Приморского государственного объединенного музея имени В. К. Арсеньева во Владивостоке. — М., 2012. — С. 14-39.
- Старообрядчество в именах, терминах и понятиях // Дни в Романовке: Японские фотографии, запечатлевшие русское старообрядческое село в Маньчжурии на рубеже 1930-х — 1940-х годов, из собрания Приморского государственного объединенного музея имени В. К. Арсеньева во Владивостоке. — М., 2012. — С. 54-63.
- Редкая житийная икона Артемия Веркольского из частного собрания // Кенозерские чтения-2011. Человек и среда: гармония и противоречия. — Архангельск, 2012. — С. 242—253 (в соавторстве с Л. И. Вольфсоном).
- Складывание церковных структур, начало монастырской традиции, перенесение реликвий, канонизация первых русских святых, книжная культура // Меч и златник: К 1150-летию Древнерусского государства. — М., 2012. — С. 218—222.
- Юродивые в похвальных словах и службах русским святым // Юродивые в русской культуре / Отв. ред. и сост. Е. М. Юхименко. — М., 2013. — С. 156—169 (Труды ГИМ. Вып. 197).
- Традиция составления Четиих Миней в старообрядческой среде // SlaviaOrientalis. 2013. Т. 62. — № 1. — S. 87-97.
- Еще раз о посвящении престолов собора Покрова на Рву // Покровский собор в истории и культуре России. — М., 2013. — С. 49-56.
- Жития севернорусских святых в составе Выговских «Четиих Миней» // Святые и святыни Обонежья: Материалы всероссийской научной конференции «Водлозерские чтения-2013», посвященной 380-летию со дня преставления святого преподобного Диодора Юрьегорского, основателя Троицкого монастыря в Водлозерье (2-4 сентября 2013 года) / Отв. ред. А. В. Пигин. — Петрозаводск, 2013. — С. 66-73.
- Художник и книгописец Иван Гаврилович Блинов // Русское искусство. 2013. — № 2. — С. 124—129.
- Почитание протопопа Аввакума в Выговской пустыни // Старообрядчество в России (XVII—XX вв.): Сборник научных трудов. Вып. 5. — М., 2013. — С. 228—250.
- Лексинский скрипторий в 20-30-е гг. XIX в. // Старообрядчество в России (XVII—XX вв.): Сборник научных трудов. Вып. 5. — М., 2013. — С. 270—311 (в соавторстве с Е. А. Агеевой).
- Памятники выговской иконописи первой половины XIX в. из частного собрания Старообрядчество в России (XVII—XX вв.): Сборник научных трудов. Вып. 5. — М., 2013. — С. 312—325.
- Московские старообрядцы в 1812 г.: мифы и факты // Эпоха 1812 года в судьбах России и Европы: Материалы международной научной конференции (Москва, 8-11 октября 2012 г.). — М., 2013. — С. 320—329.
- Духовные и художественные последствия реформы церкви при патриархе Никоне // Русские старообрядцы: Язык, культура, история: Сборник статей к XV международному съезду славистов. — М., 2013. — С. 11-23.
- «Твоя боголюбивая душа огнепально воспламеняется божественною ревностию…» // Мануйлов Ю. Икона староверов Причудья. Гавриил Ефимович Фролов и его иконописная мастерская. Таллин, 2013. — С. 7-12.
- Из архива Гавриила Ефимовича Фролова // Мануйлов Ю. Икона староверов Причудья. Гавриил Ефимович Фролов и его иконописная мастерская. Таллин, 2013. — С. 341—454 (комментарии).
- Неизвестный памятник поздней паломнической литературы: хождение по России устюжского мещанина Петра Иванова Типухина в 1813—1822 гг. // Книжные центры Древней Руси: Книжники и рукописи Кирилло-Белозерского монастыря. — СПб., 2014. — С. 404—435.
- Старообрядческие библиотеки как историко-культурный феномен // Про книги: Журнал библиофила. — М., 2014. — № 1 (29). — С. 60-71.
- Выговская икона «Образ всех российских чудотворцев» // Труды Отдела древнерусской литературы Института русской литературы РАН (Пушкинский Дом). Т. 62. — СПб., 2014. — С. 167—174.
- [Предисловие] // Обитель преподобного Сергия. — М., 2014. — С. 9-18
- «Обитель преподобного Сергия»: выставка в Государственном историческом музее // Русское искусство. 2014. — № 2: Сергий Радонежский и его эпоха. — С. 74-79.
- Книжные труды московских поморцев // Нарративные традиции славянских культур: От Средневековья к Новому времени. — Новосибирск, 2014. — С. 155—162.
- Старообрядческие библиотеки // 150 лет на службе науки и просвещения: Сборник материалов Юбилейной международной научной конференции. Москва, 5-6 декабря 2013 г. — М., 2014. — С. 213—223.
- «Град Китеж русского староверия: К 320-летию Выговского старообрядческого общежительства» // Старообрядецъ: Современность, история и культура древлеправославия. Нижний Новгород, 2014. — № 57 (июнь-октябрь). — С. 1, 29.
- Изучение памятников художественной церковной старины старообрядцами в начале XVIII в. // Труды Отдела древнерусской литературы Института русской литературы РАН (Пушкинский Дом). Т. 63. — СПб., 2014. — С. 499—508.
- Иван Никифорович Заволоко и выговская культура // Latvijas vecticībnieki: identitātes saglabāšanas vēsturiskā pieredze: rakstu krājums = Латвийские староверы: исторический опыт сохранения идентичности: сборник статей Rīga, 2014. — С. 175—188.
- Находка утраченного рукописного книжного свода начала XVIII в. // Исторический музей — энциклопедия отечественной истории и культуры. Год 2012-й. — М., 2015. — С. 102—112 (Труды ГИМ. Вып. 199).
- Из опыта сохранения памятников старины в Московской старообрядческой общине Рогожского кладбища // Церковно-исторический музей при Митрополии Русской Православной Старообрядческой Церкви: Путеводитель. Исследования и материалы. — М., 2015. — С. 37-47.
- Еще раз о слоне: Реальный комментарий к посланию Андрея Денисова // Религиозные и политические идеи в произведениях деятелей русской культуры XVI—XXI вв.: Сборник научных трудов. — Новосибирск, 2015. — С. 58-69 (Археография и источниковедение Сибири. Вып. 33).
- «По улицам слона водили…»: Документ, литературный текст и российская действительность 1710-х гг. // Текст и традиция. Альманах 3. — СПб., 2015. — С. 94-114.
- Житие великомученицы Варвары в Выговских Четиях Минеях и иконописи // Круги времен: В память Елены Константиновны Ромодановской. Т. 2: Исследования. Посвящения и воспоминания. — М., 2015. — С. 381—390.
- Древние памятники Троице-Сергиева монастыря и полемика вокруг церковной реформы середины XVII в. // Преподобный Сергий Радонежский: история и агиография, иконописный образ и монастырские традиции. Материалы международной научной конференции. Москва. Государственный исторический музей. 27-28 мая 2014 г. — М., 2015. — С. 233—246 (Труды ГИМ. Вып. 202) (составитель и науч. редактор).
- Литература Выговского старообрядческого общежительства // Библиотека литературы Древней Руси. Т. 19: XVIII век. — СПб., 2015. — С. 5-13.
- Два тома Выговских Четиих Миней из собрания БАН в контексте истории уникального книжного свода начала XVIII в. // Современные проблемы археографии. Вып. 2. — СПб., 2016. — С. 467—475.
- Московская филипповская община и ее книжное собрание // Пятые Лихачёвские чтения. Русская культура: история и экология. Материалы международной научной конференции. Музей-усадьба Л. Н. Толстого «Ясная Поляна», 2016. — С. 49-60.
- «Учитель премудрый, наставник всеизрядный» (к 70-летию Натальи Владимировны Понырко) // Труды Отдела древнерусской литературы Института русской литературы РАН (Пушкинский Дом). Т. 64. — СПб., 2016. — С. 5-14.
- К истории Дьяконовых ответов: Новая атрибуция одного из посланий Андрея Денисова // Труды Отдела древнерусской литературы Института русской литературы РАН (Пушкинский Дом). Т. 64. — СПб., 2016. — С. 422—434.
- Неизвестный памятник старообрядческой литературы XIX в. — Житие иконописца и юродивого Иоанна Козмича // Труды Отдела древнерусской литературы Института русской литературы РАН (Пушкинский Дом). Т. 64. — СПб., 2016. — С. 554—575.
- «Злоключения на Московское Преображенское кладбище» 1850-х гг. Страдалец за старую веру Ф. А. Гучков // Первые историко-краеведческие научно-просветительные Преображенские Ковылинские чтения «Историческое, культурное и духовное наследие Преображенского» (Москва, 10 октября 2014 г.). — М., 2017. — С. 42-56.
- Московская филипповская община и ее книжное собрание // Труды Отдела древнерусской литературы Института русской литературы РАН (Пушкинский Дом). Т. 65. — СПб., 2017. — С. 550—570.
- История о московском купце Филимоне Федорове Осинине: Необычный эпизод внутристарообрядческой полемики начала XIX в. // Труды Отдела древнерусской литературы Института русской литературы РАН (Пушкинский Дом). Т. 65. — СПб., 2017. — С. 648—668.
- Старообрядцы Ржева в контексте старообрядческой истории XVII—XX вв. // Ржев в истории и современности: Материалы Всероссийского научно-просветительского форума. Тверь, 2017. — С. 11-22.
- Выговские Четии Минеи и богослужебный устав Выговского общежительства // Проблемы сохранения отечественной духовной культуры в памятниках письменности XVI—XXI вв.: Сборник статей. — Новосибирск, 2017. — С. 149—156 (Археография и источниковедение Сибири. Вып. 36).
- Церковные предметы производства Товарищества Оловянишниковых: новые памятники, новые возможности // XXIIНаучные чтения памяти И. П. Болотцевой (1944—1995): Сборник статей. Ярославль, 2018. — С. 348—358.
- Актуальные вопросы церковной жизни в переписке двух крупнейших деятелей староверия XX века — И. Н. Заволоко и М. И. Чуванова // Всемирный старообрядческий форум: Материалы международной конференции. Москва, 1-2 октября 2018 г. — М., 2018. — С. 109—114.
- «Изыскание о иноческом пострижении» — филипповское сочинение 60-х гг. XVIII в. // Традиции русской духовной культуры в памятниках письменности XVI—XX вв.: Сборник научных. трудов. — Новосибирск, 2018. — С. 168—178 (Археография и источниковедение Сибири. Вып. 37).
- Дар С. Ю. Николаева Государственному историческому музею // Собрание. 2019. — № 9. — С. 42-51.
- Икона «Святой Николай Можайский» 1918 г. Иконографический отклик на революционные события // XXIII научные чтения памяти Ирины Петровны Болотцевой (1944—1995): Сборник статей. Ярославль, 2019. — С. 342—353.
- Становление беспоповства и его разветвление // Русское старообрядчество: История и культура / Ред. Х. Сакамото и А. Накадзава. Токио, 2019. — С. 75-96 (в соавторстве с А. Накадзава, на японском языке).
- Предисловие // Старообрядческая рукописная книга в собрании М. А. Максимова. Отдел рукописей Российской национальной библиотеки. 29 апреля — 29 мая 2019 г. Каталог выставки / Авт.-сост. М. А. Максимов. — СПб., 2019. — С. 7-10.
- Изучение новгородских церковных древностей старообрядцами в первой четверти XVIII в. // Древняя Русь. Вопросы медиевистики. 2019. — № 2. — С. 91-99.
- Памятный дар великой княгине Елисавете Феодоровне // Собрание. 2019. — № 8. — С. 32-41.
- Письменное и художественное наследие Древней Руси как основа старообрядческой культуры. Сводные труды // Язык, книга и традиционная культуры позднего русского средневековья в науке, музейной и библиотечной работе. Труды III международной научной конференции. — М., 2019. — С. 287—296 (Труды исторического факультета МГУ. Вып. 150).
- Литературное наследие Выговской старообрядческой пустыни в XX веке: возможность объективного изучения // Чтения Отдела русской литературы XVIII века / ИРЛИ (Пушкинский Дом) РАН. Вып. 8: Русская литература XVIII столетия в науке XX века. Неолатинская гуманистическая традиция и русская литературы конца XVII — начала XIX века. — СПб., 2018. — С. 45-56.

### Энциклопедии
Библиотечная энциклопедия
- Старообрядческие библиотеки // Библиотечная энциклопедия. М., 2007. С. 997–998.

Московская энциклопедия
- Аввакум Петров // Московская энциклопедия. Т. 1: Лица Москвы. Кн. 1: А–З. М., 2007. С. 13–14.

Москва. Энциклопедия
- Аввакум Петров // Москва: Энциклопедия. М., 1997. С. 50–51.

Большая Российская энциклопедия
- Корнилий Выговский // Большая российская энциклопедия. Т. 15. М., 2010. С. 333—334.
- Лазарь [священник, деятель раннего старообрядчества, писатель] // Большая российская энциклопедия. Т. 16. М., 2010. С. 587—588.
- Матвеев Даниил // Большая российская энциклопедия. Т. 19. М., 2012. С. 334.
- Павел [епископ Коломенский] // Большая российская энциклопедия. Т. 25. М., 2014. С. 11.
- Павел Любопытный // Большая российская энциклопедия. Т. 25. М., 2014. С. 17.
- Поморские ответы // Большая российская энциклопедия. Т. 27. М., 2014. С. 107.
- Поморское согласие // Большая российская энциклопедия. Т. 27. М., 2014. С. 107—108.
- Рогожское кладбище // Большая российская энциклопедия. Т. 28. М., 2015. С. 573–574.
- Соловецкое восстание 1668–1676 // Большая российская энциклопедия. Т. 30. М., 2015. С. 662.
- Спиридон Потемкин // Большая российская энциклопедия. Т. 31. М., 2016. С. 78.
- Старообрядчество // Большая российская энциклопедия. Т. 31. М., 2016. С. 182–183.
- Феодосий Васильев // Большая российская энциклопедия. Т. 33. М., 2017. С. 254.
- Филиппов Иван // Большая российская энциклопедия. Т. 33. М., 2017. С. 358.

Православная энциклопедия
- Авраамий // Православная энциклопедия. — М., 2000. — Т. I : А — Алексий Студит. — С. 168. — 40 000 экз. — ISBN 5-89572-006-4.
- Азария, инок Соловецкого монастыря // Православная энциклопедия. — М., 2000. — Т. I : А — Алексий Студит. — С. 330. — 40 000 экз. — ISBN 5-89572-006-4.
- Андреев Матвей // Православная энциклопедия. — М., 2001. — Т. II : Алексий, человек Божий — Анфим Анхиальский. — С. 346-347. — 40 000 экз. — ISBN 5-89572-007-2.
- Андреев (Серебренников) Тимофей // Православная энциклопедия. — М., 2001. — Т. II : Алексий, человек Божий — Анфим Анхиальский. — С. 347–348. — 40 000 экз. — ISBN 5-89572-007-2.
- Андроник, инок, старообрядец // Православная энциклопедия. — М., 2001. — Т. II : Алексий, человек Божий — Анфим Анхиальский. — С. 414. — 40 000 экз. — ISBN 5-89572-007-2.
- Ануфриев Николай Петрович // Православная энциклопедия. — М., 2001. — Т. II : Алексий, человек Божий — Анфим Анхиальский. — С. 713. — 40 000 экз. — ISBN 5-89572-007-2.
- Бабушкин Ф. П. // Православная энциклопедия. — М., 2002. — Т. IV : Афанасий — Бессмертие. — С. 242. — 39 000 экз. — ISBN 5-89572-009-9.
- Беспоповцы // Православная энциклопедия. — М., 2002. — Т. IV : Афанасий — Бессмертие. — С. 702–704. — 39 000 экз. — ISBN 5-89572-009-9.
- Борисов Андрей // Православная энциклопедия. — М., 2003. — Т. VI : Бондаренко — Варфоломей Эдесский[англ.]. — С. 61. — 39 000 экз. — ISBN 5-89572-010-2.
- Варлаам (Быков Василий) // Православная энциклопедия. — М., 2003. — Т. VI : Бондаренко — Варфоломей Эдесский[англ.]. — С. 586–587. — 39 000 экз. — ISBN 5-89572-010-2.
- Васильев Феодосий // Православная энциклопедия. — М., 2004. — Т. VII : Варшавская епархия — Веротерпимость. — С. 232–235. — 39 000 экз. — ISBN 5-89572-010-2.
- Викулин Даниил // Православная энциклопедия. — М., 2004. — Т. VIII : Вероучение — Владимиро-Волынская епархия. — С. 464–465. — 39 000 экз. — ISBN 5-89572-014-5.
- Виталий, монах, стоявший у истоков старообрядческого Выголексинского общежительства // Православная энциклопедия. — М., 2004. — Т. VIII : Вероучение — Владимиро-Волынская епархия. — С. 558. — 39 000 экз. — ISBN 5-89572-014-5.
- Выголексинское общежительство // Православная энциклопедия. — М., 2005. — Т. X : Второзаконие — Георгий. — С. 56–61. — 39 000 экз. — ISBN 5-89572-016-1. (часть статьи)
- Вышатин Михаил Иванович // Православная энциклопедия. — М., 2005. — Т. X : Второзаконие — Георгий. — С. 111–112. — 39 000 экз. — ISBN 5-89572-016-1. (совместно с Е. А. Агеевой).
- Денисовы // Православная энциклопедия. — М., 2007. — Т. XIV : Даниил — Димитрий. — С. 404–408. — 39 000 экз. — ISBN 978-5-89572-024-0.
- Добрынин Никита Константинович // Православная энциклопедия. — М., 2007. — Т. XV : Димитрий — Дополнения к „Актам Историческим“. — С. 514–516. — 39 000 экз. — ISBN 978-5-89572-026-4. (совместно с Е. А. Агеевой).
- Досифей, один из основателей старообрядчества // Православная энциклопедия. — М., 2007. — Т. XVI : Дор — Евангелическая церковь союза. — С. 58–60. — 39 000 экз. — ISBN 978-5-89572-028-8. (совместно с Е. А. Агеевой, А. Т. Шашковым).
- «Дьяконовы ответы» // Православная энциклопедия. — М., 2007. — Т. XVI : Дор — Евангелическая церковь союза. — С. 516–518. — 39 000 экз. — ISBN 978-5-89572-028-8. (совместно с Н. Ю. Бубновым).
- Евфросин Курженский // Православная энциклопедия. — М., 2008. — Т. XVII : Евангелическая церковь чешских братьев — Египет. — С. 473–474. — 39 000 экз. — ISBN 978-5-89572-030-1. (совместно с В. И. Галко, А. А. Романовой)
- Емельянов Василий // Православная энциклопедия. — М., 2008. — Т. XVIII : Египет древний — Эфес. — С. 436–438. — 39 000 экз. — ISBN 978-5-89572-032-5.
- Епифаний Соловецкий // Православная энциклопедия. — М., 2008. — Т. XVIII : Египет древний — Эфес. — С. 545–549. — 39 000 экз. — ISBN 978-5-89572-032-5. (совместно с Н. Ю. Бубновым)
- Ефрем (Потёмкин) // Православная энциклопедия. — М., 2008. — Т. XIX : Ефесянам послание — Зверев. — С. 64–67. — 39 000 экз. — ISBN 978-5-89572-034-9.
- Зенин Никифор Дмитриевич // Православная энциклопедия. — М., 2009. — Т. XX : Зверин в честь Покрова Пресвятой Богородицы женский монастырь — Иверия. — С. 77–78. — 39 000 экз. — ISBN 978-5-89572-036-3. (совместно с В. В. Боченковым).
- Зеньковский Сергей Александрович // Православная энциклопедия. — М., 2009. — Т. XX : Зверин в честь Покрова Пресвятой Богородицы женский монастырь — Иверия. — С. 108–110. — 39 000 экз. — ISBN 978-5-89572-036-3. (совместно с Н. С. Демковой).
- Игнатий, уставщик, деятель раннего периода истории старообрядчества // Православная энциклопедия. — М., 2009. — Т. XXI : Иверская икона Божией матери — Икиматарий. — С. 115–117. — 39 000 экз. — ISBN 978-5-89572-038-7. (совместно с О. В. Панченко)
- Иоанн (Картушин) // Православная энциклопедия. — М., 2010. — Т. XXIII : Иннокентий — Иоанн Влах. — С. 408-410. — 39 000 экз. — ISBN 978-5-89572-042-4. (совместно с В. В. Боченковым)
- Исторический музей // Православная энциклопедия. — М., 2012. — Т. XXVIII : Исторический музей — Йэкуно Амлак. — С. 8—16. — 39 000 экз. — ISBN 978-5-89572-025-7.
- Карабинович Григорий Максимович // Православная энциклопедия. — М., 2012. — Т. XXX : Каменец-Подольская епархия — Каракал. — С. 615—616. — 39 000 экз. — ISBN 978-5-89572-031-8.
- Кирилл Сунарецкий // Православная энциклопедия. — М., 2014. — Т. XXXIV : Кипрская православная церковь — Кирион, Вассиан, Агафон и Моисей. — С. 622. — 33 000 экз. — ISBN 978-5-89572-039-4.
- Корнилий Выговский // Православная энциклопедия. — М., 2015. — Т. XXXVIII : Коринф — Крискентия. — С. 137-138. — 33 000 экз. — ISBN 978-5-89572-029-5.
- «Красный устав» // Православная энциклопедия. — М., 2015. — Т. XXXVIII : Коринф — Крискентия. — С. 481-482. — 33 000 экз. — ISBN 978-5-89572-029-5.
- Лазарь // Православная энциклопедия. — М., 2015. — Т. XXXIX : Крисп — Лангадасская, Литиская и Рендинская митрополия. — С. 689—693. — 33 000 экз. — ISBN 978-5-89572-033-2.
- Лысенин Тимофей Матвеевич // Православная энциклопедия. — М., 2016. — Т. XLI : Ливаний — Львовский в честь Преображения Господня женский монастырь. — С. 717—718. — 30 000 экз. — ISBN 978-5-89572-021-9. (совместно с Е. А. Агеевой)
- Любопытный Павел Онуфриев // Православная энциклопедия. — М., 2016. — Т. XLII : Львовский собор — Максим, блаженный, Московский. — С. 66—68. — 30 000 экз. — ISBN 978-5-89572-047-9.
- Малышев Владимир Иванович // Православная энциклопедия. — М., 2016. — Т. XLIII : Максим — Маркелл I. — С. 231—232. — 30 000 экз. — ISBN 978-5-89572-049-3. (в соавторстве с В. П. Бударагиным).
- Матвеев Даниил // Православная энциклопедия. — М., 2016. — Т. XLIV : Маркелл II — Меркурий и Паисий. — С. 303—304. — 30 000 экз. — ISBN 978-5-89572-051-6.
- Минеи-Четьи // Православная энциклопедия. — М., 2017. — Т. XLV : Мерри Дель Валь — Михаил Парехели. — С. 262—273. — 39 000 экз. — ISBN 978-5-89572-052-3. (часть статьи)
- Монинская моленная // Православная энциклопедия. — М., 2017. — Т. XLVI : Михаил Пселл — Мопсуестия. — С. 667-669. — 36 000 экз. — ISBN 978-5-89572-053-0.
- Морозова Феодосия Прокопьевна // Православная энциклопедия. — М., 2017. — Т. XLVII : Мор — Муромский в честь Преображения Господня мужской монастырь. — С. 40-43. — 39 000 экз. — ISBN 978-5-89572-054-7.
- Овчинников Петр Алексеевич // Православная энциклопедия. — М., 2018. — Т. LII : Ной — Онуфрий. — С. 378—380. — 39 000 экз. — ISBN 978-5-8957-2059-2.
- Озерский Адриан Иванович // Православная энциклопедия. — М., 2018. — Т. LII : Ной — Онуфрий. — С. 471—473. — 39 000 экз. — ISBN 978-5-8957-2059-2.